# سيرجيو كاسيليتو
سيرجيو كاسيليتو (بالإيطالية: Sergio Castellitto)‏ (و. 1953  م) هو مخرج أفلام، وكاتب سيناريو، وممثل مسرحي، وممثل أفلام إيطالي، ولد في روما.

## التعليم
تعلم في أكاديمية سيلفيو داميكو الوطنية للفنون المسرحية ‏.

## وصلات خارجية
- سيرجيو كاسيليتو على موقع IMDb (الإنجليزية)
- سيرجيو كاسيليتو على موقع ميتاكريتيك (الإنجليزية)
- سيرجيو كاسيليتو على موقع روتن توميتوز (الإنجليزية)
- سيرجيو كاسيليتو على موقع قاعدة بيانات الأفلام العربية
- سيرجيو كاسيليتو على موقع ألو سيني (الفرنسية)
- سيرجيو كاسيليتو على موقع ميوزك برينز (الإنجليزية)
- سيرجيو كاسيليتو على موقع أول موفي (الإنجليزية)
- سيرجيو كاسيليتو على موقع قاعدة بيانات الأفلام السويدية (السويدية)
- سيرجيو كاسيليتو على موقع قاعدة بيانات الفيلم (الإنجليزية)
- سيرجيو كاسيليتو على موقع كينوبويسك (الروسية)